# Жан-Оноре Фрагонар
Жан-Оноре Фрагонар (фр. Jean-Honoré Fragonard; 5. април 1732, Грас – 22. август 1806, Париз) је био француски сликар и графичар епохе рококоа. Био је јединствена личност галантног сликарства 18. века и велики мајстор боја које вибрирају у светлости.

## Живот и дело
Још као ученик Франсоа Бушеа и Жан-Батист-Симеон Шардена освојио је 1752. сликарску награду Prix de Rome. Пре одласка у Рим учио се још три године сликарству у Паризу код Шарл-Андре ван Лоа. У Риму Фрагонар се спријатељио са сликарем Ибером Робером, са којим је 1760. путовао по Италији и цртао скице пејзажа. То су биле романтичне баште, фонтане, пећине, храмови и терасе, које ће Фрагонар редовно сликати у својим делима. Поштовао је холандске и фламанске мајсторе (Рубенс, Халс, Рембрант, Ројздал) од којих је преузео манир снажних и брзих сликарских потеза. Најзад, на њега је снажан утицај оставило раскошно сликарство Ђовани Батисте Тијепола, које је упознао у Венецији, пре повратка у Париз 1761. 
Фрагонар је постигао успех класицистички конципираном композицијом. Под утицајем својих учитеља, с надахнутом лакоћом стила и елегантним приступом темама, удахнуо је нов живот покрету рококоа. 
Напустио је историјско сликарство и већином је сликао ведре и љупке рококо сцене малога формата, еротске призоре и љубавне сусрете, велике декоративне паное, породичне и рустичне идиле, религиозне призоре, портрете и пасторалне пејзаже које је сликао директно у природи у околини Париза и у Прованси. Бакрорезима је илустровао бројна књижевна дела.
Његов снажно изражени натурализам подсећа на холандског мајстора Халса и зрели Рембрантов стил, а његова дела се сматрају за најрепрезентативнија уметничка остварења свог доба. Био је виртуозни импровизатор који је одлучно поступао с бојом коју је наносио у богатим слојевима, а брзим потезима киста изразио је непосредност својих ликова.

## Галерија
- Купачице (1765)
- Девојка чита књигу (1770—1772)
- Љуљашка (L'escarpolette, 1767)
- Девојка са псом (1765—1772)